# Brachanthemum krylovii
Brachanthemum krylovii là một loài thực vật có hoa trong họ Cúc. Loài này được Sergievsk. mô tả khoa học đầu tiên năm 1953.